# Mapa meteorològic

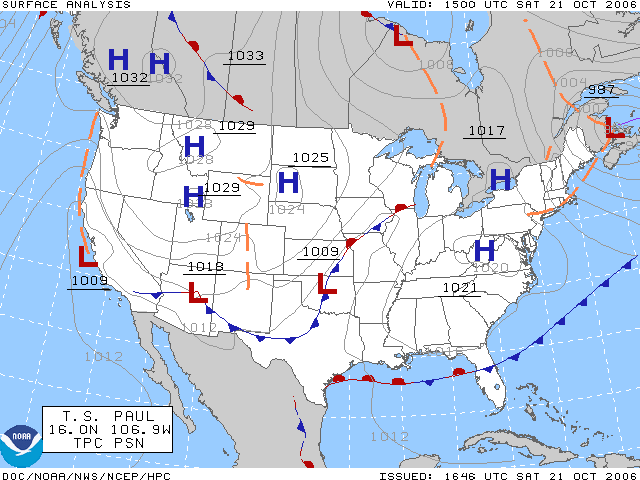
Mapa meteorològic de superfície dels Estats Units del 21 d'octubre de 2006.

Un mapa meteorològic és un mapa que mostra diverses caracterísitiques meteorològiques a través d'una ona particular en un moment determinat. Els mapes meteorològics s'han fet servir des de la meitat del segle xix i es fan servir per a la recerca científica i el pronòstic meteorològic. Els mapes que fan servir línies isotermes mostren el gradient de temperatura, els quals poden ajudar a localitzar fronts meteorològics. Els mapes d'isotaques analitzen les línies d'igual velocitat de vent, sota la constant pressió de superfície de 300 mb o 250 mb mostren on està localitzat el jet stream. L'ús de mapes de pressió constant d'un nivell entre 700 i 500 hPa poden indicar el moviment dels ciclons tropicals. Un tipus popular de mapa meteorològic és el d'anàlisi del temps en superfície amb les isòbares que indiquen baixes pressions i altes pressions. En aviació uns mapes especials indiquen les zones de turbulència.

## Història

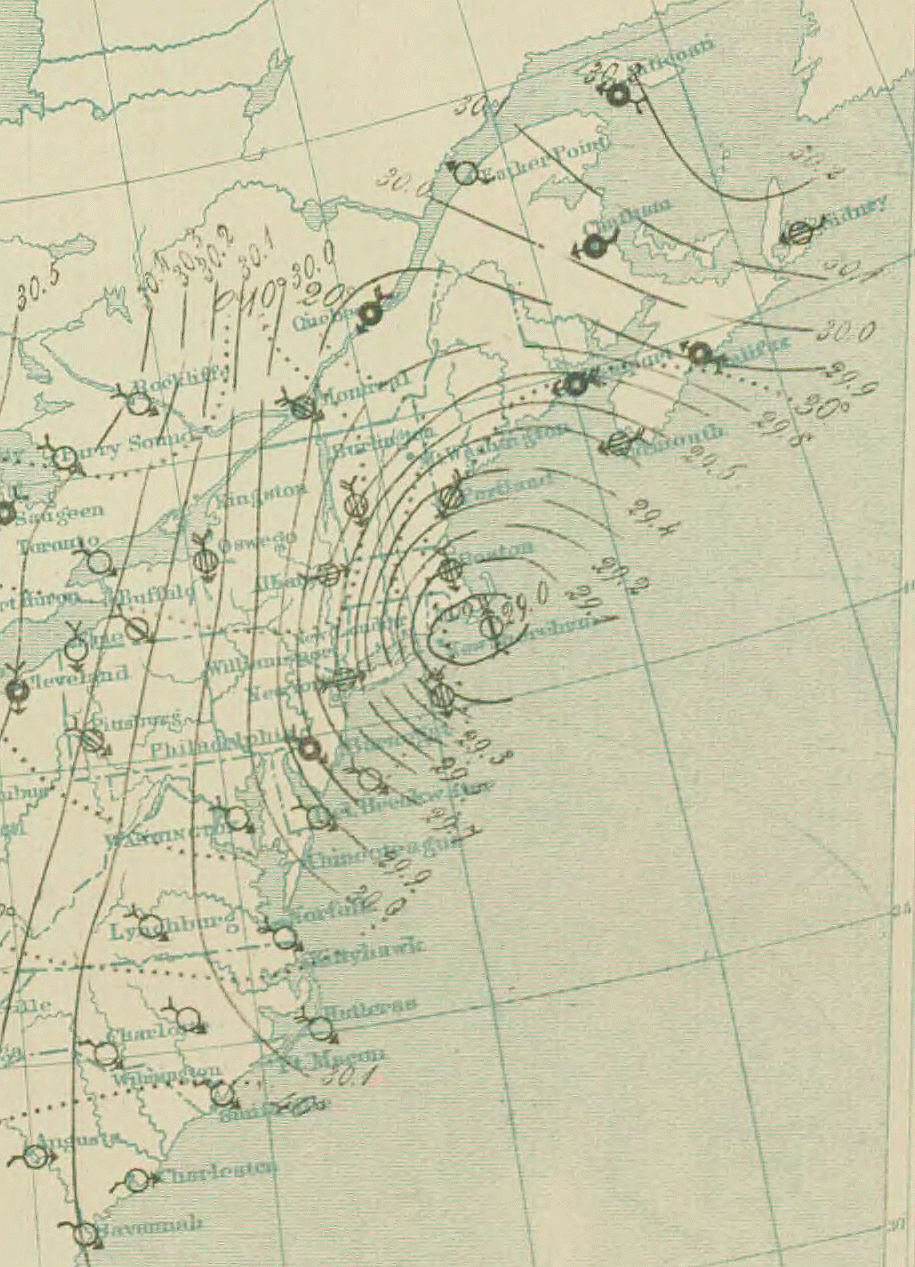
Mapa de superfície de la gran tempesta de neu del 12 de març de 1888

L'ús de mapes meteorològics començà a mitjans del segle xix dins del marc de la investigació de la teoria dels sistemes de tempestes.
Als Estats Units des de 1845 el desplegament de la xarxa de telègrafs va desenvolupar la informació meteorològica. La Smithsonian Institution va desenvolupar una xarxa d'observadors. L'exèrcit dels Estats Units (U.S. Army Signal Corps) heretà aquesta xarxa per llei entre 1870 i 1874 la va expandir.
Al Regne Unit els primers esforços d'estandardització de la xarxa meteorològica es van fer a partir de 1855. Als Estats Units fins a 1905 Detroit no es va establir com l'hora estàndard. Internacionalment les observacions meteorològiques en xarxes oficials no es van establir fins a l'any 1873. A finals de 1910 es van posar en els mapes meteorològics el model noruec de ciclons.
El 1969 van començar, als Estats Units, els esforços per automatitzar la confecció dels mapes meteorològics, procés completat a la dècada de 1970.